# Dusona fractocristata
Dusona fractocristata är en stekelart som först beskrevs av Günther Enderlein 1921.  Dusona fractocristata ingår i släktet Dusona och familjen brokparasitsteklar. Inga underarter finns listade i Catalogue of Life.